# Pallanzeno
Pallanzeno (Palanzen in dialetto ossolano) è un comune italiano di 1 088 abitanti della provincia del Verbano-Cusio-Ossola in Piemonte.
Nell'era medievale Pallanzeno era un piccolo villaggio legato a Vogogna, ma col passare degli anni si ampliò, anche nella popolazione. Negli anni della seconda guerra mondiale il comune era piccolo e fortemente legato alle attività industriali di Villadossola e quasi completamente coperto da campi di vite e grano. Vi si trova la centrale idroelettrica di Pallanzeno.   
Bagnato dal fiume Toce, nel luogo in cui esso passa è ancora possibile vedere come era una volta l'ambiente fluviale ossolano con popolazioni di conigli selvatici, volpi e diverse specie di uccelli.

## Storia

### Simboli
Lo stemma e il gonfalone sono stati concessi con decreto del presidente della Repubblica del 4 febbraio 1955.
Il gonfalone è un drappo partito di rosso e di bianco.

## Società

### Evoluzione demografica
Abitanti censiti

La popolazione straniera residente nel comune è poco numerosa e comprende 29 individui.
Ucraina: 6
Cuba: 4
Cina: 4
Spagna: 2
Marocco: 5
Angola: 5
Svizzera: 2
Tunisia: 1
Negli ultimi anni Pallanzeno ha avuto un gran ripopolamento giovanile grazie alle alte natalità avute in anni recenti. Molte giovani famiglie si sono insediate nel piccolo paese.

## Amministrazione
Di seguito è presentata una tabella relativa alle amministrazioni che si sono succedute in questo comune.
| Periodo        | Periodo        | Primo cittadino    | Partito                                 | Carica  | Note  |
| -------------- | -------------- | ------------------ | --------------------------------------- | ------- | ----- |
| 24 aprile 1995 | 14 giugno 1999 | Enrico Spagnoli    | -                                       | Sindaco | [ 7 ] |
| 14 giugno 1999 | 14 giugno 2004 | Gianpaolo Blandore | lista civica                            | Sindaco | [ 7 ] |
| 14 giugno 2004 | 8 giugno 2009  | Gianpaolo Blardone | lista civica                            | Sindaco | [ 7 ] |
| 8 giugno 2009  | 26 maggio 2014 | Simone Cantova     | lista civica                            | Sindaco | [ 7 ] |
| 11 giugno 2014 | in carica      | Gianpaolo Blardone | lista civica Collaborare per migliorare | Sindaco | [ 7 ] |

Fa parte dell'Unione dei comuni montani Media Ossola e ne è il capoluogo.